# Maria Korzon
Maria Irena Korzon z domu Broda (ur. 4 sierpnia 1937, zm. 16 grudnia 2022) – polska pediatra, hematolożka i onkolożka dziecięca, profesor zwyczajny nauk medycznych, wykładowczyni Akademii Medycznej w Gdańsku.

## Życiorys
W 1961 ukończyła studia w Akademii Medycznej w Gdańsku. W tym samym roku podjęła pracę asystentki w II Klinice Chorób Dzieci tej uczelni (od 1966 - starszej asystentki). W 1971 obroniła pracę doktorską pt. Wydalanie kwasu ksanturenowego jako wskaźnika niedoboru witaminy B6 u niemowląt i małych dzieci z niedokrwistością niedobarwliwą i awansowała na adiunkta. Od 1970 do 1984 kierowała specjalizacją I i II stopnia w zakresie pediatrii, a w latach 1971–1974 i 1977–1979 - opiekowała się Studenckim Kołem Naukowym przy klinice. W 1980 objęła w niej oddział interny dzieci. W 1985 uzyskała habilitację na podstawie pracy Wydalanie nieprawidłowych metabolitów przemiany tryptofanu w kwas nikotynowy u dzieci z chorobą nowotworową i tytuł docenta. W tym samym roku otrzymała funkcję zastępcy kierownika Kliniki. W 1992 wraz ze zmianą nazwy na Klinika Pediatrii, Gastroenterologii i Onkologii Dziecięcej została jej kierowniczką i pełniła jej obowiązki do przejścia na emeryturę w 2007. Przyczyniła się do powstania w jej ramach Pracowni Gastroskopii Dziecięcej, Pracowni Echokardiografii Dziecięcej i Diagnostyki Nadciśnienia oraz poszerzenia Oddziału Onkologicznego. Kierowała przygotowaniami do XXIV Zjazdu Polskiego Towarzystwa Pediatrycznego w 1995 oraz IV Sympozjum Polskiego Towarzystwa Pediatrii, Gastroenterologii, Hepatologii i Żywienia Dzieci w 2005. W 1996 mianowano ją zastępczynią dyrektora Instytutu Pediatrii AM, a w 2004 - profesorem zwyczajnym (nadzwyczajnym w 1992). Wypromowała 27 doktorów. Pełniła funkcje członkini Zarządu Głównego i prezeski oddziału gdańskiego Polskiego Towarzystwa Pediatrycznego, konsultantki wojewódzkiej w dziecinie pediatrii i medycyny szkolnej oraz członkini Rady Adopcyjnej Towarzystwa Przyjaciół Dzieci, członkini komitetów redakcyjnych kilku pism naukowych, m.in. „Medical Science Monitor”, „Pediatria Polska”.
W pracy naukowej zajmowała się m.in. zdrowiem dzieci województwa gdańskiego, wpływem chemioterapii na ustrój dziecka i jego dalszy rozwój, zaburzeniami psychiki dziecka w przewlekłej chorobie somatycznej, badaniami nad Helicobacter pylori i jego rolą w stanach zapalnych górnego odcinka przewodu pokarmowego, epidemiologią hypolaktazji u dzieci, badaniami nad etiopatogenezą nieswoistych zapaleń jelit oraz zaburzeń immunologicznych przewodu pokarmowego. Koordynowała ogólnopolskie badania nad guzami kości i wątroby w ramach Polskiej Grupy Onkologów Dziecięcych. Była autorką około 260 artykułów naukowych oraz autorką lub redaktorką kilkunastu monografii i skryptów.
Jej mężem był dr nauk med. Tadeusz Korzon (ur. 2 stycznia 1937, zm. 7 lutego 2022), adiunkt w Katedrze i Klinice Ginekologii, Ginekologii Onkologicznej i Endokrynologii Ginekologicznej AMG, specjalista leczenia niepłodności, odznaczony Złotym Krzyżem Zasługi (1985).
Została pochowana 29 grudnia 2022 na gdańskim cmentarzu Centralnym-Srebrzysko (rejon I kwatera TAR I-2-105).

## Odznaczenia i nagrody
- Krzyż Kawalerski Orderu Odrodzenia Polski (2001)[9]
- Złoty Krzyż Zasługi (1983)
- Medal Komisji Edukacji Narodowej (2003)
- Medal Księcia Mściwoja II (2003)[10]
- Medal 1000-lecia Miasta Gdańska (1998)
- Medal „Zasłużony dla Miasta Gdańska (1986)
- Medal Honorowy im. J. Brudzińskiego Towarzystwa Pediatrycznego (2003)
- Odznaka honorowa „Zasłużonym Ziemi Gdańskiej” (1984)
- Odznaka honorowa „Za wzorową pracę w służbie zdrowia” (1991)
- Odznaka „Przyjaciel Dziecka” (1982)
- nagroda indywidualna Ministra Zdrowia i Opieki Społecznej za pracę habilitacyjną (1986)
- nagroda zespołowa Ministra Zdrowia za osiągnięcia zawodowe (2002)